# Ouratea chocoensis
Ouratea chocoensis är en tvåhjärtbladig växtart som beskrevs av C. Sastre. Ouratea chocoensis ingår i släktet Ouratea och familjen Ochnaceae. Inga underarter finns listade i Catalogue of Life.